# Niki
Pour les articles homonymes, voir Niki (homonymie).

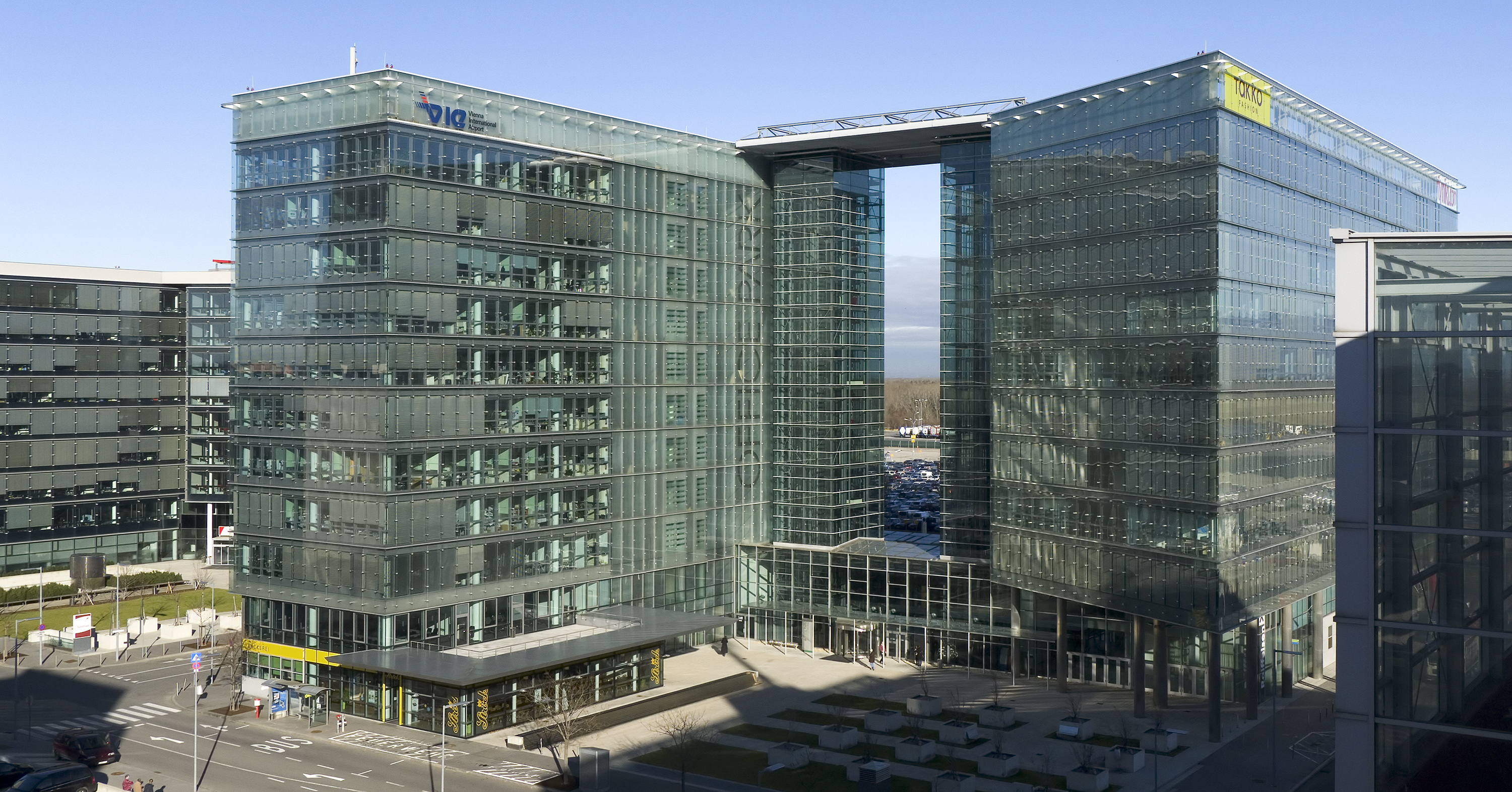
Siège de Niki

Niki Luftfahrt GmbH, aussi connue sous le nom de flyNiki (code AITA : HG ; code OACI : NLY), fondée en 2003 par Niki Lauda, était une compagnie aérienne autrichienne, filiale d'Air Berlin, la seconde compagnie aérienne allemande. Elle a transporté 4,5 millions de passagers en 2011. Elle cesse ses activités le 14 décembre 2017 à la suite de la faillite d'Air Berlin.
En décembre 2017, International Airlines Group (IAG) annonce la reprise des appareils et salariés de Niki et son intégration dans Vueling Airlines, filiale d'IAG. Toutefois, le 23 janvier 2018, le rachat de Niki par son fondateur Niki Lauda est confirmé, son offre étant préférée à celle de IAG.

## Histoire
Niki est fondée en 2003 par l'ancien triple champion du monde de Formule 1 Niki Lauda après le rachat de la filiale autrichienne d’Aero Lloyd, une compagnie allemande, avec pour objectif de développer des vols à bas coût ainsi qu’une activité charter au départ de Vienne. Dotée de deux Airbus A320 et un A321, elle effectue son premier vol le 28 novembre 2003, un vol charter vers l’île de Ténériffe sous le nom de Flyniki. Dès le 9 janvier 2004, elle annonce un partenariat avec Air Berlin, qui acquiert 24 % de son capital, créant la première ‘’alliance low cost européenne’’. Des vols vers Zurich et Rome sont lancés, puis Paris en 2005. Niki fête son millionième voyageur le 13 avril 2005. De nouvelles destinations européennes sont progressivement ajoutées, comme Francfort, Stockholm ou Moscou, et en 2008 elle exploite une flotte de neuf avions (les premiers Embraer sont livrés l’année suivante). Au printemps 2010, elle assure 640 vols par semaine avec 17 avions.
Le 8 novembre 2011, Niki Lauda revend ses parts à Air Berlin, qui contrôle alors l’intégralité de son capital, sa base à l’Aéroport de Vienne-Schwechat devenant un hub pour la compagnie allemande. Cette dernière rejoint l’alliance Oneworld le 20 mars 2012, Niki devenant membre affilié.
Après la liquidation d'Air Berlin en octobre 2017, Niki cherche un repreneur. Lufthansa est favori mais jette l'éponge, préférant s'intéresser à d'autres actifs de la défunte Air Berlin, ce qui précipite la faillite de Niki qui annonce l'arrêt de ses opérations le 14 décembre 2017.
Le 29 décembre 2017, International Airlines Group (IAG), la maison-mère de Vueling, annonce la reprise des appareils et salariés de Niki pour un montant d'environ 36,5 millions d'euros. IAG annonce vouloir intégrer Niki dans Vueling, tout en maintenant son enregistrement en Autriche.
Toutefois, le 23 janvier 2018, le rachat de Niki par son fondateur Niki Lauda est confirmé, son offre étant préférée à celle de IAG.

## Destinations

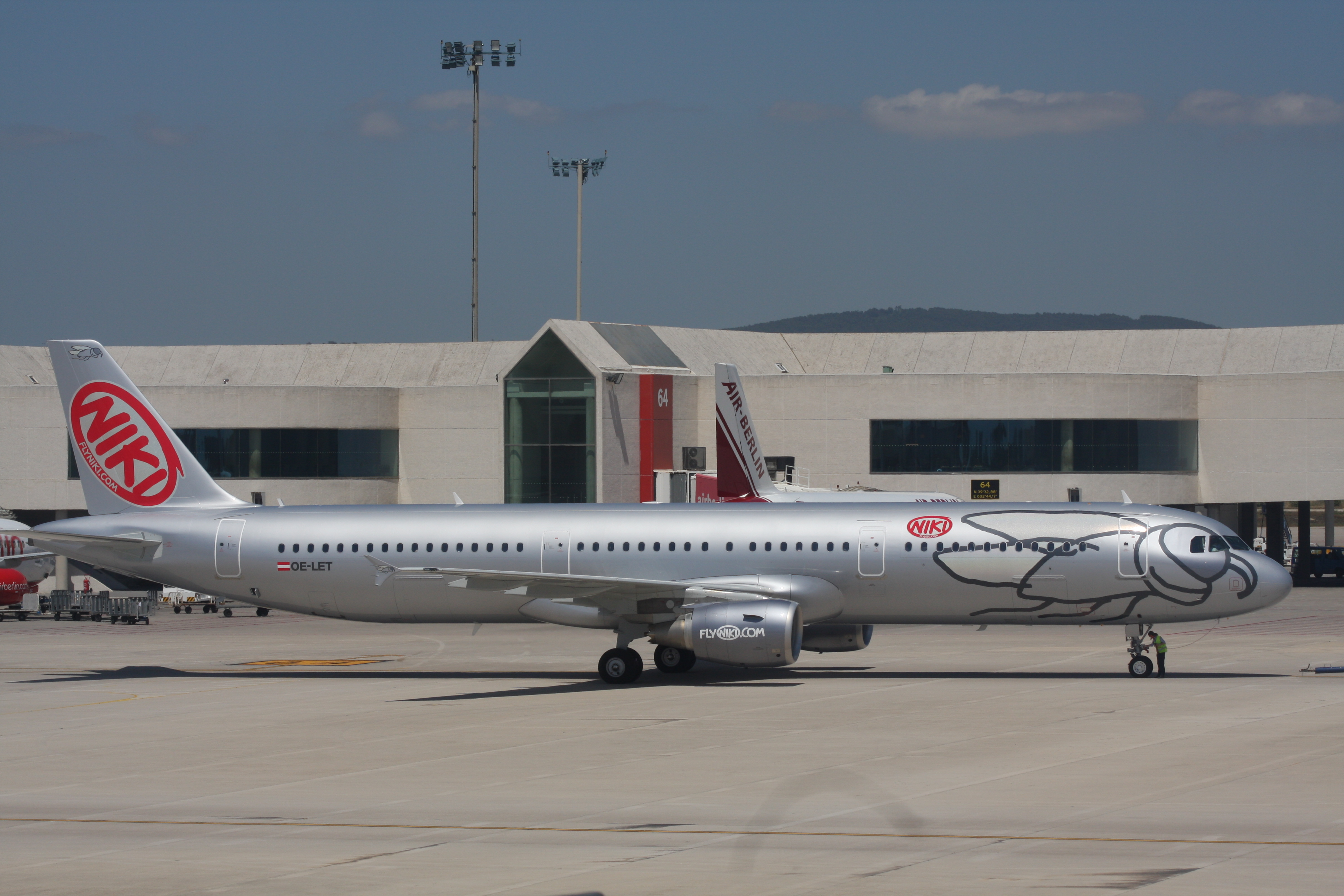
Airbus A321 de Niki

Niki dessert plus de cinquante destinations en Europe, dont 19 en Grèce à l’été 2013, et en Afrique du nord.

## Flotte Historique

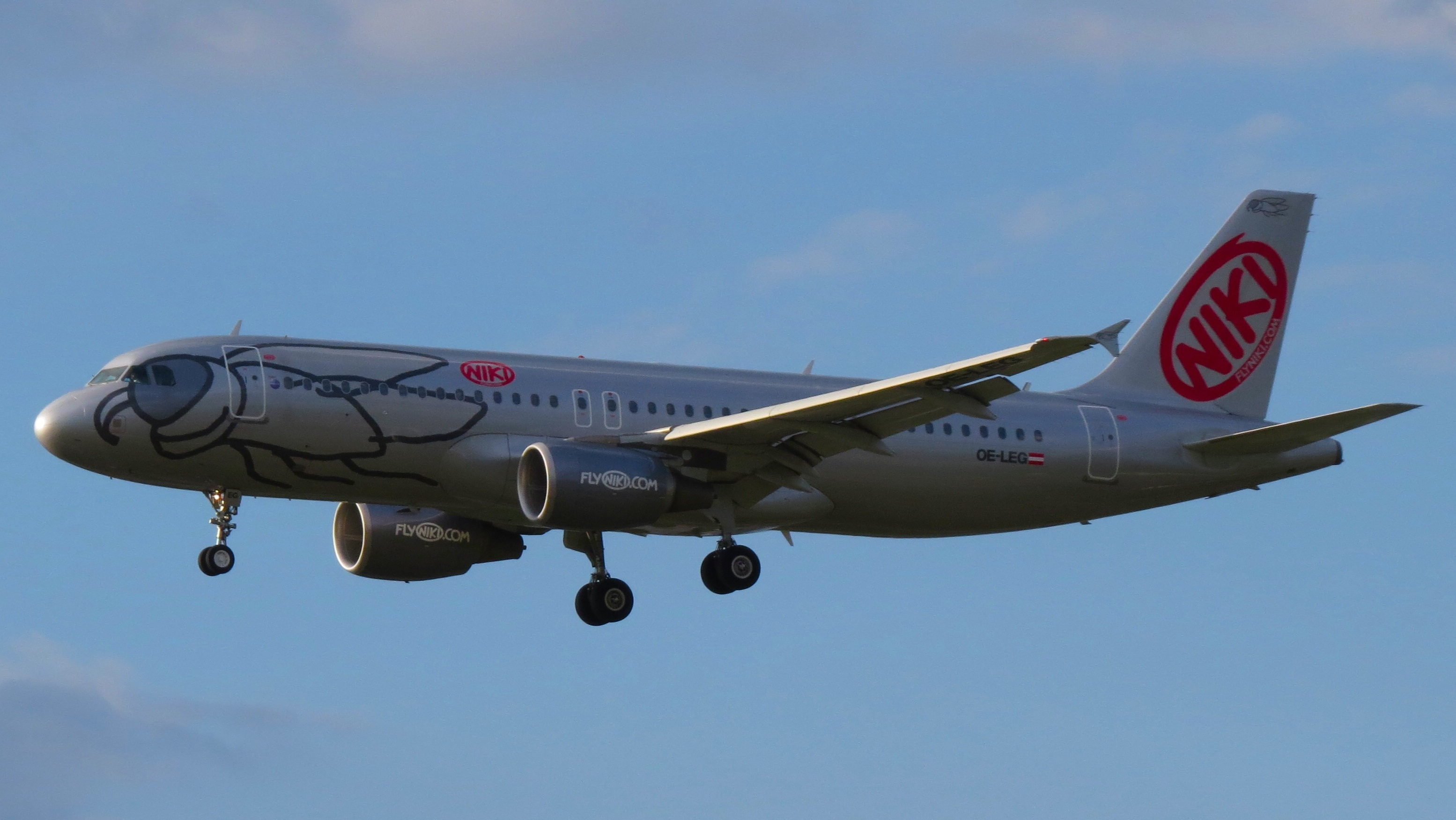
Airbus A320-214 de Niki

En décembre 2017 avant la cessation de l'activité, voici les appareils qui étaient en service au sein de la flotte de Niki :
Tous les appareils de la flotte de Niki sauf deux sont désormais aux couleurs d'Air Berlin.